# 奇妙的食光
《奇妙的食光》是由愛奇藝打造的餐廳經營真人秀，拍攝於澳洲黃金海岸，於2018年9月22日開播。
成員們通過經營名叫"SPACE"的餐廳來賺取一些心願經費，實現由粉絲為他們的訂製的心願清單。節目將會為觀眾展示粉絲們對偶像的了解程度，Idol也將努力的賺錢實現粉絲們為自己訂製的願望。
節目藝人陣容包括偶像練習生的選手Jeffrey
、Justin、董岩磊、朱正廷、畢雯珺、小鬼，不定時還會加入其他飛行嘉賓，讓餐廳經營更歡樂有趣。

## 主題曲
2018年9月19日發布節目主題曲《Run Away》（页面存档备份，存于），由Jeffrey、Justin、董岩磊、朱正廷、畢雯珺、小鬼共同演唱。

## 餐廳合夥人介紹

### SPACE 餐廳員工
| 姓名    | 生日           | 英文能力 | 餐廳職位     | 介紹片                                           | 出場集數      |
| Jeffrey | 1995年1月22日  | A        | 店長、服務員 | 《財務管家邀你一起開餐廳》（页面存档备份，存于） | 全季          |
| Justin  | 2002年2月19日  | B        | 店長、服務員 | 《賈店長邀你來做客》（页面存档备份，存于）       | 第1-4、7-12集 |
| 小鬼    | 1999年5月20日  | C        | 助理、洗碗工 | 《鍋鏟齊上陣炸翻全場》（页面存档备份，存于）     | 第1-4、8-12集 |
| 畢雯珺  | 1997年11月21日 | D        | 調飲師       | 《為你調製專屬飲品》（页面存档备份，存于）       | 全季          |
| 董岩磊  | 1996年9月20日  | F        | 主廚         | 《來吃磊哥秘製烤五花》（页面存档备份，存于）     | 第1-4、6-12集 |
| 朱正廷  | 1996年3月18日  | F        | 副主廚       | 《你的貝貝陪你看食光》（页面存档备份，存于）     | 全季          |

### 飛行嘉賓
| 姓名   | 生日          | 介紹片                                                                | 出場集數 |
| 李希侃 | 1998年4月11日 | 《“尊貴客人”李希侃秒被打臉 神祕服務引猜想》（页面存档备份，存于）     | 第4-7集  |
| 黃新淳 | 1998年5月14日 | 《黃新淳發射美食電光波 土味情話還是大廠的味道》（页面存档备份，存于） | 第4-7集  |
| 尤長靖 | 1994年9月19日 | 《SPACE餐厅缺帮手 尤长靖成为新晋洗碗工》                              | 第9-10集 |
| 朱星杰 | 1994年4月17日 | 《魔法rapper空降餐厅！让你边享美食边体验魔术的魅力》                  | 第9-10集 |

## 分集內容

### 第一集
六位餐廳合夥人在湖南長沙會和，選出了兩位店長並對大家進行了英文能力分級。抵達澳洲並前往餐廳做開店前的準備，分配出其他合夥人的工作，並試做餐點。
最後決定要販售的餐點有：
- 主食: 番茄炒蛋($20)、椒炒肉絲($25)、炸醬麵($25)、紫菜蛋花湯($20)、牛排($60)、大蝦沙拉($30)、炸香蕉($25)。

- 飲品: 卡布其諾、美式咖啡、拿鐵、奶茶、柳橙汁($20)、胡蘿蔔汁。

### 第二集
開店的第一天，第一階段營業目標為2天3000澳幣的營業額，首日目標營業額則為1000澳幣，一早由Jeffrey開車帶領大家進城購買食材。
首日中午面臨巨大危機，出菜速度過慢，最後靠著機智解圍完成任務，營業額達770澳幣。
晚上則是面臨價格過高及客源不足的問題，收入僅有80元澳幣。
總計第一天營業額850元澳幣，食材支出750元澳幣，雖然有盈餘但沒達成首日預定的目標，晚上不能住別墅只能睡在餐廳內。

### 第三集
開店的第二天，也是第一階段任務的最後一天，第一階段需要達到3000澳幣的營業額，前一天只有850澳幣的收入，因此還有2150澳幣的營業額需要達成。
中午Jeffrey和小鬼前往黃金海岸拉客，準備了酥炸豬肉和檸七給路人品嘗，也帶了宣傳板將餐廳環境和地址介紹給路人。
中午來客數量非常多，但由於客人多半點價格較便宜的餐點，所以僅有600多澳幣的收入。
晚上來了不少中午招攬到的客人約進帳300多澳幣，再加上節目組點了72杯的飲料，一口氣賺進1078澳幣，最終第二天營業額1980澳幣，第一階段營業額共2830澳幣。

### 第四集
因為合夥人忽略需要扣除最初預支食材的2000澳幣，因此第一階段總結算僅有2008澳幣的收入，任務並未完成。
開始第三天的營業，第二階段的目標需要在4天達到6000澳幣的營業額。
適逢周四發薪日店內人潮眾多，中午營業額高達1565澳幣，晚上也賺進485澳幣，創下單日營收新高。
隔天早上，小鬼、Justin、董岩磊請假，餐廳則接到了7份外賣訂單，若能按時完成將可獲得雙倍營業額的獎勵。

### 第五集
添加兩名合夥人協助第四天營業，李希侃頂替小鬼的洗碗工作，黃新淳頂替Justin在外場協助服務客人，送外賣的工作則交由朱正廷、畢雯珺、李希侃輪流負責。
Jeffrey開發出新的餐點: 三杯雞、奇妙的炒飯，畢雯珺開發出新的飲品: 草莓莫吉托。
今日外賣部份加上店內營業額6105澳幣，材料成本約2000多澳幣總共約進帳4000澳幣，再加倍營業額的情況下大有斬獲。
最後跟導演組玩看圖答題的遊戲，在一番失敗也吃很多檸檬的懲罰後，終於挑戰成功，由導演組協助完成洗碗的工作。

### 第六集
餐廳第五天的營業，由於有澳洲當地的粉絲用1500澳幣包下了整間餐廳並點了八個海鮮火鍋，因此今日任務需要出海尋找食材(實際上是去水池裡撈寫著各種食材的鴨子)。
五位合夥人與導演組簽下合約，需要在下午五點半之前處理完所有食材，否則Justin將會被抵押去幫導演組打工一天(最後並未如期處理完食材)。
晚上成功招待了數十名的客人，並透過表演來答謝粉絲。Jeffrey（页面存档备份，存于）、畢雯珺（页面存档备份，存于）、朱正廷（页面存档备份，存于）、黃新淳（页面存档备份，存于）各唱了一首歌，李希侃（页面存档备份，存于）則跳了一段舞，順利的完成本日的任務。
第二階段的營業目標目前收入7000多澳幣，扣除食材支出淨賺大約5500澳幣左右，僅需再賺約500多澳幣即可完成目標前往海豚島旅遊。

### 第七集
餐廳第六天的營業，迎回了董岩磊和Justin兩位員工。餐廳出現了重要貴賓: 黃金海岸市長以及旅遊局長，雖然出現了結帳算錯錢的插曲，但也順利地由兩位店長化解。
中午時段淨賺790澳幣，加上前三天的營業額，總和6290澳幣，完成第二階段的任務，提前結束今日的營業準備收拾出遊的行李。
隔天如願前往海豚島旅遊，七位合夥人一起乘船賞鯨，並由導遊帶領大家體驗滑沙以及沙灘摩托。Justin則以Jeffrey專屬攝影師的身分完成了抵押合約上的打工任務。
晚餐享用燒烤，並完成粉絲的小心願，在用餐現場錄製吃播影片，在快樂氣氛下結束了辛苦經營換來的旅行，也送走了兩位辛苦的飛行嘉賓。

### 第八期
餐廳第七天的營業，同時也開始第三階段的任務，在5天內達到8000澳幣的收入即可解鎖 "俯瞰整個黃金海岸的奇妙之旅" 。
員工小鬼回歸餐廳，同時迎來的特別來賓--聚美CEO陳歐。中午營業結束之後，晚上前往當地的夜市遊玩，並由CEO決定將在隔天晚上租下夜市最中心的攤位來經營。
隔天一早7個人就前往超市採買食材並備料，最終決定販售: 中式BBQ(牛肉、豬肉、雞肉)、冰糖葫蘆、以及各式的飲料。
最後在合夥人的努力付出以及精采的表演之下，成功地將所有預先準備的食材都賣光，收穫的不少的營業額以及滿滿的回憶。

### 第九期
餐廳第八天的營業，同時是第三階段任務的第三天營業。本日餐廳迎來新的合夥人尤長靖以及朱星杰。
應VIP客人朱星杰要求，合夥人一早就兵分兩路尋找食材，Jeffrey、朱正廷、小鬼去魚市場買魚和螃蟹，Justin、畢雯珺、董岩磊、尤長靖則去牧場擠新鮮的牛奶。
兩位新的合夥人也為餐廳帶來的新的料理，朱星杰製作了糖醋排骨、尤長靖則烹煮了咖哩炒豬肉。好吃的料理也讓客人預訂了之後要在餐廳開留學生的畢業Party。
本日餐廳營業額2300澳幣，距離第三節段目標還剩下約3100澳幣。導演組隔天為合夥人額外準備了一個接待旅遊團的任務，順利完成即可獲得1400澳幣。

### 第十期
餐廳的第九天營業，第三階段任務的第四天營業。一早就抵達飯店接待旅行團，Jeffrey和朱正廷負責擔任動物園的導遊，小鬼和尤長靖則帶領大家在電影城遊玩。
四位導遊負責接待7位遊客，協助景點的導覽及幫忙大家拍照，雖然途中一直遇下雨也打亂了部分預定的行程，但大家還是玩得非常盡興。
留守餐廳的四位合夥人則繼續經營工作，雖然遭到公雞的干擾，還是順利的招待了客人，畢雯珺同時也為餐廳開發了可樂雞翅的新菜色，共賺進450澳幣的收入。
晚上旅遊團回到餐廳吃飯，在八位合夥人以及團內的一位專業廚師的巧手下，享用了豐富的晚餐，搭配上唱歌跳舞炒熱氣氛，讓大家都非常開心。

### 第十一期
餐廳的第十天營業，同時是第三階段任務以及SPACE餐廳的最後一天營業。為了協助當地留學生舉辦畢業party，六位合夥人一早就來到超市做最後一次的採購。
合夥人兵分兩路去購買食材以及布置場地的裝飾品，並在回到餐廳之後如期在約定的時間內將活動場地和食物點心都準備完成。
晚上舉辦畢業PARTY，在活動召集人以及合夥人的帶領下，營造了溫暖而離情依依的氣氛，為留學生在澳洲的生活以及合夥人在澳洲的餐廳經營畫下了完美的句點。
本日營業額2200澳幣，第三階段任務時間結束，五天內共賺進8950澳幣的收入，順利的達成營業目標，解鎖最後一次旅遊行程。

## 外部連結
- 奇妙的食光的新浪微博
- 《奇妙的食光》愛奇藝官方完整版影片（页面存档备份，存于）